# Gianluca Santopietro
Gianluca Santopietro (Ravenna, 8 agosto 1962) è un autore di giochi, direttore artistico e grafico italiano, attivo nel settore dei giochi da tavolo e di ruolo.

## Biografia
Negli anni '90 ha fondato Master's Magazine, una delle prime riviste italiane dedicate ai giochi di ruolo. La pubblicazione ha ospitato anche i primi schizzi di Rigor Mortis realizzati da Riccardo Crosa.
Successivamente è diventato art director per Stratelibri, casa editrice di Milano fondata da Giovanni Ingellis. In questo ruolo, ha contribuito allo sviluppo delle edizioni italiane di giochi di ruolo come Il Signore degli Anelli (GIRSA), Il Richiamo di Cthulhu e Cyberpunk 2020, curando anche la realizzazione del manuale italiano ChromeBook. Ha ricoperto lo stesso incarico anche per la localizzazione italiana del gioco di carte collezionabili Magic: l'Adunanza.
Tornato a Ravenna ha fondato l'associazione ludico-culturale Cacciatori di Teste a Ravenna, impegnata nella diffusione e promozione del "divertimento intelligente". Nel 2004, insieme ad alcuni soci e al figlio Giacomo, apre la Ludoteca dei Cacciatori di Teste a Ravenna, il primo “game bar” d’Italia. Questo spazio ha offerto un luogo di aggregazione per gli appassionati di giochi da tavolo, di ruolo e di carte.
Nel 2007 ha creato diversi giochi da tavolo, tra cui MotoGrandPrix e Si, Oscuro Padrino!. Ha inoltre co-creato il gioco di carte collezionabili Wizards of Mickey basato sui personaggi Disney dell'ominima saga di Topolino, che ha ricevuto il premio "Miglior gioco collezionabile" al Lucca Comics & Games 2008. Santopietro inizia a collaborare con diverse case editrici, tra cui Nexus, NG International, TenkiGames, NewMedia Publishing e Giochi Uniti.
Ha curato, insieme al figlio Giacomo, la traduzione e l'adattamento in italiano del gioco di carte Il Trono di Spade, basato sulla celebre saga fantasy Cronache del ghiaccio e del fuoco di George R. R. Martin, da cui è stata tratta anche la serie televisiva Game of Thrones. Nel 2010 presenta il gioco di carte Prodigy GameCards alla fiera Spiel di Essen, sviluppato sia come autore che come art director. È stato art director per iNigma, publisher di app ludiche, curando l'adattamento digitale del gioco Kingsport Festival.
Nel 2011 ha co-creato con Gabriele Mari Lettere da Whitechapel, un gioco di deduzione ambientato nella Londra vittoriana. Sviluppato con Cobblepot Games, questo gioco è stato definito “un capolavoro di game design” da Rolling Stone Italia. Nel 2017 ha sviluppato, anch'esso con Gabriele Mari, Whitehall Mystery, spin-off che ha ricevuto apprezzamenti per la sua profondità strategica.

## Ludografia
- Si, Oscuro Padrino!, Stratelibri, 2007
- Con Stefano Ambrosio e Andrea Chiarvesio, Wizards of Mickey, 2008
- Moto Grand Prix, Nexus Editrice, 2007
- Con Giacomo Santopietro, Prodigy GameCards, Alimat Games, 2010
- Con Gabriele Mari, Lettere da Whitechapel, Giochi Uniti, 2011
- Collapsible D: The Final Minutes of the Titanic, Cobblepot Games, 2012
- Con Gabriele Mari, Ravenna Fatto d'Arme, Cobblepot Games, 2013
- Con Andrea Chiarvesio, Kingsport Festival, Giochi Uniti, 2014
- Con Gabriele Mari, Lettere da Whitechapel: Dear Boss, Giochi Uniti, 2016
- Con Gabriele Mari, Whitehall Mystery, Giochi Uniti, 2017
- Kingsport Festival: il gioco di carte, Giochi Uniti, 2017
- Baciamo le Mani, Giochi Uniti, 2017
- Con Gabriele Mari, La Casa de Papel: Behind the Mask, Clementoni su licenza Netflix, 2021
- Con Giacomo Santopietro, The Shadow Planet: the Board Game, Galakta, 2022
- Con Gabriele Mari, Penny Dreadfuls: gli Orrori di Londra, Giochi Uniti, 2023
- Con Gabriele Mari, Rimini Libera, Comune di Rimini, 2024